# C7H9N5O
化学式C7H9N5O（摩尔质量：179.18 g/mol）可以指：
- 2-二甲基氨基-6-羟基嘌呤，CAS号：1445-15-4
- 9-(2-羟乙基)腺嘌呤，CAS号：707-99-3

|  | 这个同类索引页列出了具有相同分子式的化学物（即同分異構體）条目。 除非您是有意链接至本页，否则应将相应条目的内部链接指向正确的条目。 |